# Nathan A. Farwell

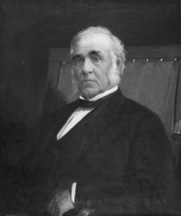
Nathan Allen Farwell

Nathan Allen Farwell, född 24 februari 1812 i Unity, Maine, död 9 december 1893 i Rockland, Maine, var en amerikansk politiker. Han representerade delstaten Maine i USA:s senat 1864–1865.
Farwell studerade juridik och flyttade till Rockland. Han grundade försäkringsbolaget Rockland Marine Insurance Company och tjänstgjorde som verkställande direktör.
Farwell gick med i Republikanska partiet. Senator William P. Fessenden avgick 1864 och Farwell blev utnämnd till senaten. Han ställde inte upp för omval och efterträddes 1865 av företrädaren Fessenden.
Farwell avled 1893 och gravsattes på Achorn Cemetery i Rockland.